# برايان دوغان
برايان دوغان (بالإنجليزية: Brian Dugan) هو قاتل متسلسل أمريكي، ولد في 23 سبتمبر 1956 في ناشوا في الولايات المتحدة.